# Сентрал-Гайтс-Мідленд-Сіті (Аризона)
Сентрал-Гайтс-Мідленд-Сіті (англ. Central Heights-Midland City) — переписна місцевість (CDP) в США, в окрузі Гіла штату Аризона. Населення — 2319 осіб (2020).

## Географія
Сентрал-Гайтс-Мідленд-Сіті розташований за координатами 33°24′0″ пн. ш. 110°48′55″ зх. д. / 33.40000° пн. ш. 110.81528° зх. д. (33.400078, -110.815386).  За даними Бюро перепису населення США в 2010 році переписна місцевість мала площу 5,04 км², уся площа — суходіл.

## Демографія
Згідно з переписом 2010 року, у переписній місцевості мешкали 2534 особи в 1037 домогосподарствах у складі 688 родин. Густота населення становила 503 особи/км².  Було 1191 помешкання (236/км²).
Расовий склад населення:
| - 83,5 % — білих - 2,1 % — корінних американців - 1,2 % — чорних або афроамериканців - 0,4 % — азіатів - 9,6 % — осіб інших рас |

До двох чи більше рас належало 3,1 %. Частка іспаномовних становила 28,5 % від усіх жителів.
За віковим діапазоном населення розподілялося таким чином: 24,9 % — особи молодші 18 років, 55,8 % — особи у віці 18—64 років, 19,3 % — особи у віці 65 років та старші. Медіана віку мешканця становила 42,6 року. На 100 осіб жіночої статі у переписній місцевості припадало 95,4 чоловіків;  на 100 жінок у віці від 18 років та старших — 91,8 чоловіків також старших 18 років.
Середній дохід на одне домашнє господарство  становив 46 657 доларів США (медіана — 34 000), а середній дохід на одну сім'ю — 56 975 доларів (медіана — 41 603). За межею бідності перебувало 19,8 % осіб, у тому числі 22,1 % дітей у віці до 18 років та 3,2 % осіб у віці 65 років та старших.
Цивільне працевлаштоване населення становило 1190 осіб. Основні галузі зайнятості: освіта, охорона здоров'я та соціальна допомога — 44,7 %, роздрібна торгівля — 12,0 %, мистецтво, розваги та відпочинок — 9,5 %, сільське господарство, лісництво, риболовля — 9,3 %.